# Skibidi Toilet
Skibidi Toilet е поредица от кратки видеа, създадена от грузинския аниматор Алексей Герасимов и качена в неговия YouTube канал DaFuq!?Boom!, известен също като blugray.
Герасимов използва софтуера Source Filmmaker, за да създава Skibidi Toilet. Откакто първото кратко видео е публикувано на 7 февруари 2023 г., Skibidi Toilet става известен като интернет мем в различни социални медийни платформи, особено сред поколението Алфа; всяко видео има десетки милиони гледания. Каналът на Герасимов бележи безпрецедентен растеж в YouTube.
Към 2024 г. поредицата има 23 сезона и 72 видеа.

## Сюжет и характеристики
Поредицата документира конфликт между пеещи тоалетни с човешки глави – главните герои Skibidi Toilet от една страна и хуманоиди с камери, високоговорители и телевизори вместо глава от друга страна. Ремикс на песните Give It to Me на Тимбаленд и Dom Dom Yes Yes на Biser King се появява във всеки епизод като тематична песен на Skibidi Toilet.
Поредицата няма ясно очертан сюжет.

## Предистория и производство
От 2014 г. Алексей Герасимов учи анимация сам без официално образование. Живее в Грузия и е роден през 1998 г.